# 岡本日出士
岡本 日出士（おかもと ひでし、1936年（昭和11年）1月1日 - ）は、日本の政治家。元大阪府大東市長（3期）。旭日小綬章受章。

## 経歴
大阪府出身。1954年大阪市立都島工業高等学校（現・大阪府立都島工業高等学校）卒。同年盛工務店に勤務。のち岡本建設を設立、社長となる。ほか四条保育園理事長なども務める。
政治面では1976年に大東市議会議員に当選し、2期務め、市議会副議長を務めた。2000年大東市長選挙に立候補し、現職の近藤松次を破って初当選。2004年に再選。2008年に三選。2012年に退任した。

## 栄典
- 2018年4月 春の叙勲で地方自治功労により旭日小綬章を受章[5]